# Erich Kunz
Erich Kunz (* 20. Mai 1909 in Wien, Österreich-Ungarn; † 8. September 1995 in Wien) war ein österreichischer Opernsänger (Bariton).

## Leben

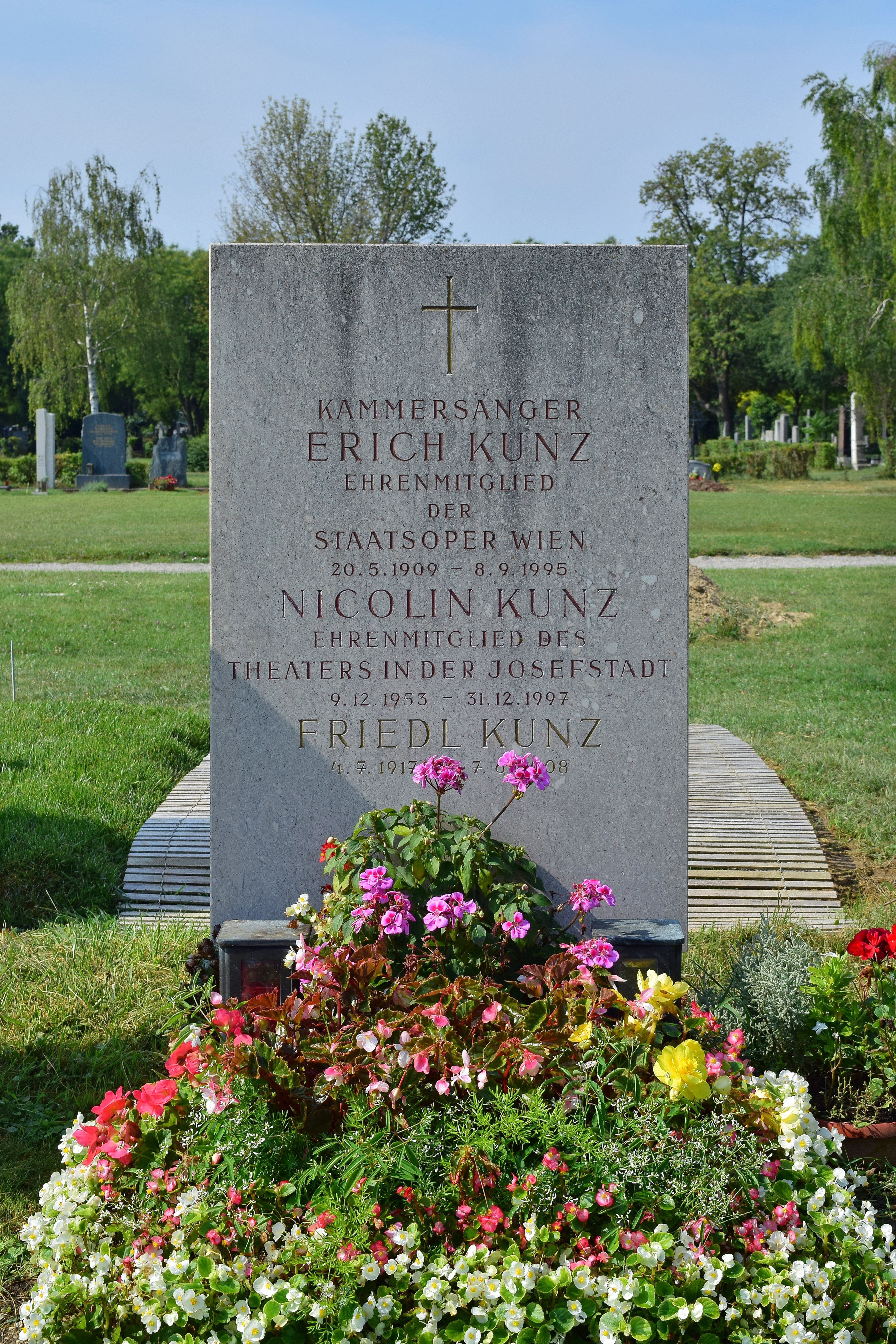
Ehrenhalber gewidmetes Grab auf dem Wiener Zentralfriedhof

Erich Kunz war Sohn eines Opernbaritons. Er studierte an der Hochschule für Welthandel in Wien und absolvierte von 1933 bis 1935 eine Gesangsausbildung an der Wiener Musikakademie. Er debütierte am Stadttheater Troppau und hatte 1936/37 ein Engagement am Theater Plauen und danach bis 1941 an der Oper Breslau. Er stand 1944 in der Gottbegnadeten-Liste des Reichsministeriums für Volksaufklärung und Propaganda.
Kunz war ab 1940 Mitglied der Wiener Staatsoper. Als Mitglied des Wiener Mozartensembles sang er über Jahrzehnte hinweg u. a. den „Papageno“ in Wolfgang Amadeus Mozarts Die Zauberflöte, den „Leporello“ in Don Giovanni und die Titelpartie in Le nozze di Figaro. Gastspiele führten ihn an nahezu alle bedeutenden Opernhäuser der Welt. Berühmt war auch sein „Beckmesser“ in Richard Wagners Die Meistersinger von Nürnberg. In kleineren Partien – etwa als „Mesner“ in Tosca – stand er noch bis 1988 auf der Bühne der Wiener Staatsoper. Auch als Interpret von gehobenen Wienerliedern erlangte der sehr humorvolle Künstler höchste Beliebtheit. 
Erich Kunz ist in einem ehrenhalber gewidmeten Grab auf dem Wiener Zentralfriedhof beerdigt (Gruppe 40, Nummer 174).
Seine Tochter war die 1997 verstorbene Schauspielerin Nicolin Kunz.

## Filmografie
- 1949: Höllische Liebe
- 1955: Reich mir die Hand, mein Leben, Regie: Karl Hartl
- 1958: Das Dreimäderlhaus
- 1972: Der Graf von Luxemburg
- 1972: Die Fledermaus (1972)

## Auszeichnungen
- 1957: Mozartmedaille durch die Mozartgemeinde Wien[1]